# フロレス県
フロレス県（フロレスけん、西: Departamento de Flores）は、ウルグアイ南部の県。フローレス県とも表記される。県都はトリニダ。

## 歴史・文化
マヒモ・サントス政権時に設置された。県名はコロラド党を結成した、トリニダ出身のベナンシオ・フロレスに由来する。
県内には先史時代の岩絵遺跡が多くあるが、特にチャマンガ地区に多い。
フロレス県はダニーロ・パリャレス・エチェベリーアやドゥオ・チャマンガなど、多くの著名な音楽家・音楽グループを輩出した。

## 経済
県都トリニダ以外では農業が基幹産業で、主に肉用牛や羊が飼われている。平原では現在でもガウチョが馬にまたがっている光景を目の当たりにできる。地元でエスタンシアスと呼ばれる牧場には、観光客が訪れることのできるものもある。
フローレス県では伝統を守りながらも、現代技術の長所を取り入れている。例えばトリニダ市内では現在でも馬車が走っているが、通信は全てデジタルで、ワイヤレスインターネットも全県で利用できる。

## 動植物
フロレス県では100種類以上の鳥が見られる。例えば、塀を支える柱の上には赤褐色をしたカマドドリが、その名の通りカマドのような巣をつくる。高いユーカリの木には、緑色をしたオウムが巨大な巣をつくる。平野では地元でテロスと呼ばれるナンベイタゲリ、アナホリフクロウ、カンムリシギダチョウなどが見られ、その上空をハネナガチュウヒ、ワシ、タカなどが飛ぶ。閑静な田舎道ではベニヘラサギやカワセミが、牧草地ではトキの群れやダイサギが見られる。木立にはノドグロコウカンチョウ、チャバラエボシゲラ、ハサミヨタカなどがいる。豊かな草地には夕暮れになると長く、分かれた尾を持ったタイランチョウがやってくる。春から秋にかけて広がる背の高い紫色の植物のじゅうたんには、アオムネヒメエメラルドハチドリが蜜を吸いにやってくる。
県有の未開拓の牧草地にはテグートカゲ、アルマジロ、キツネ、スカンク、ウサギ、フクロネズミ、ヘビなどが生息している。
県都トリニダにも自然保護区がある。

## 人口動静
2011年の国勢調査時点で、フロレス県の人口は2万5050人、世帯数は1万589世帯である。
下記の諸指標は2010年のデータに基づく。
- 人口増加率 : 0.151%
- 出生率 : 人口1000人あたり14.73人
- 死亡率 : 人口1000人あたり9.25人
- 平均年齢 : 34.3歳（男性33.2歳、女性35.5歳）

平均寿命
- 平均 - 78.66歳
- 男性 - 74.82歳
- 女性 - 82.20歳
- 一世帯あたりの平均所得 - ひと月2万6324ペソ
- 都市部のひとりあたり平均所得 - ひと月1万1025ペソ

### 主な都市
2011年時点で、人口1000人以上の都市は県都トリニダ（2万1429人）のみである。

## ゆかりの人物
- アルマンド・カスタインデバト - 元フローレス県知事
- ダニーロ・パリャレス・エチェベリーア - 作家、音楽家。「フローレス賛歌」の作者
- ファウスティーノ・ハリソン - 元ウルグアイ大統領
- ベニト・モデーロ - 1960年代の農民指導者。70年代には閣僚にのぼりつめた
- ゴンサロ・カストロ・イリサバル - サッカー選手